# 静岡県立島田商業高等学校
静岡県立島田商業高等学校（しずおかけんりつ しまだしょうぎょうこうとうがっこう）は、静岡県島田市祇園町に所在する公立の商業高等学校。男女共学だが、女子が全校生徒の6割を占める。通称は「島商」。

## 沿革
- 1928年 - 文部大臣の認可を受け、静岡県広報を以って島田第一尋常高等小学校旧校舎を利用して開校。男子のみ。
- 1930年〜1934年 - 新校舎建設、移行。
- 1933年 - 春の甲子園大会に初出場。
- 1934年 - 野球部が、夏の甲子園大会初出場（初戦敗退）[1]。
- 1935年 - 春の甲子園大会に出場（ベスト8）。
- 1939年 - 春・夏の甲子園で、二大会連続のベスト4入り。
- 1940年 - 夏の甲子園4度目の出場にして、全国準優勝を達成。春には、ベスト8を達成していた。
- 1941年 - 甲子園出場を決めるも、太平洋戦争の影響で中止。
- 1944年 - 定員100名の女子部併置（男女共学化）。
- 1947年 - 新制中学校併置。
- 1948年 - 新制高等学校となり、静岡県立島田商業高等学校へ改称。
- 1949年 - 商業科の定時制（1950年に普通科併置、1962年廃止）・普通科の金谷分校（後に静岡県立島田高等学校へ統合。後の静岡県立金谷高等学校）を設置。
- 1950年代後半〜1970年代前半 - 現校舎を建設。各種の商業専門設備を完備。
- 1971年 - 小学科制移行に伴い経理科・経営科・事務管理科を設置。
- 1973年 - 事務管理科を情報処理科へ改編。
- 1980年代後半 - 情報処理教育の向上のため、多くの高性能電子計算システムを導入（その後も何度か行われる）。
- 1988年 - 創立60周年記念。中庭にブロンズ像「風に向かって」を建立。
- 1993年 - アメリカ合衆国リッチモンド市ディアンザ高校と姉妹校提携に調印。
- 1993年 - 経営科を国際経済科へ改編。
- 1998年 - 創立70周年。野球部が春の甲子園に58年ぶりに出場。女子バレー部が全国大会出場。
- 2003年 - 県立学校学則の一部改定により、経理ビジネス科・国際ビジネス科・情報ビジネス科と改称。
- 2005年 - 女子バレー部が全国大会に出場。
- 2008年 - 女子バレー部が全国大会に出場。
- 2012年 - 女子バレー部が全国大会に出場。
- 2013年 - 経理ビジネス科と国際ビジネス科を統合し、総合ビジネス科を設置。女子バレー部が全国大会に出場。
- 2024年 - 総合ビジネス科・情報ビジネス科が統合し、商業科となる。

## 校訓
自主友愛。1928年制定。
- 一、自主友愛に生き、知識の泉を汲むこと
- 二、人間の尊さを知り、よりよき人生を築くこと
- 三、真・善・美の調和を理想とすること
- 四、健やかに、朗らかに、大らかに潔くあること

## 校歌
校歌は山田耕作の作曲。演奏がシンバルからスタートするため、入学式などで初めて聞いた新入生が驚くことも多い。このシンバルは男子のみが演奏を許されている。

## 設置学科
3学科は共通した商業科目（簿記・会計等）を学ぶことに加えて、各学科の特色ある特別授業も受ける。検定受験と合格は進級及び卒業の必須条件であり、卒業後も通用する資格取得を目指している。
- 総合ビジネス科（総合科） - 簿記や会計、算盤やタイピング中心で、多くの商業分野をカバーする。
- 情報ビジネス科（情報処理科） - プログラム言語による、プログラミング授業。2005年より、COBOLからJavaへ移行。2014年からはSaaSやAIを活用したアプリ制作などを実施していた。オープンデータの取り組みは2023年度を以て終了した。

総合的に商業を学習できる商業科として上記のもの選択できるような学科となった。

## 各種実績
- 多くの資格取得に力を入れており、システムアドミニストレーター（シスアド）、基本情報技術者試験、全商・全経・日商などの各種検定試験のほか、算盤やワープロ、タイピング、秘書、電卓などを受験可能。
- 野球部（硬式）は戦前には夏の甲子園で準優勝も経験している。1998年には58年ぶりの甲子園出場を果たした。プロ選手も多く輩出している。
- 女子バレー部は何度も春の高校バレーや高校総体等の全国大会に出場している。

## 進路（進学・就職）
近年は、毎年就職内定率100%を達成。静岡県中部の高校生就職内定率を底上げしており、全校生徒の約7割近くが就職する。一方、進学は4年制大学、短期大学を目指した指定校推薦のほかに自己推薦による受験がある。また、専門学校入学者も多い。

## 著名な出身者
- 木野正人（ダンスパフォーマー／振付師）※アイドルグループ『CHA-CHA』の元メンバー
- 二代目古今亭圓菊（落語家）
- 小山ゆう（漫画家：代表作『がんばれ元気』『お〜い!竜馬』『あずみ』）
- 清水泰（元焼津市長）
- 杉本基久雄（牧之原市長）
- 磯部光里（バレーボール選手）
- 遠藤彩萌（バレーボール選手：岡山シーガルズ）

### 野球
- 大友一明（大東京、ライオン、朝日、金星）
- 根津辰治（慶應義塾大）首位打者
- 高橋敏（阪急、鐘化、日軽金）
- 犬塚俊夫（慶大中退、藤倉電線）
- 福田（旧姓塚本）勇一（専修大、国鉄）
- 安田一男（藤倉電線）
- 一言多十（専修大、セネタース、東急、阪急）
- 朝比奈三郎（大昭和製紙）
- 鈴木清一（専修大、セネタース、金星、東急）
- 久保吾一（専修大、明電舎、国鉄）
- 北川桂太郎（セネタース、東急、毎日、高橋）
- 鍋島紘次郎（東急）
- 岩井活水（広島）
- 内田睦夫（東海大、日立）※日立で監督を務めた後、東京都立高島高等学校校長を務めた（全国初の公立学校の民間人校長）[2]。
- 牧田勝吾（愛知学院大、日通、オリックス）
- 山口晋（広島、日本ハム）
- 仁藤拓馬（オリックス）

## 交通
- JR東海道線島田駅より徒歩15分
- しずてつジャストライン島田静波線 ｢島田七丁目｣停留所から、徒歩5分